# NGC 3333
NGC 3333 (другие обозначения — ESO 376-2, MCG -6-24-1, IRAS10375-3546, PGC 31723) — галактика в созвездии Насос.
Этот объект входит в число перечисленных в оригинальной редакции «Нового общего каталога».
Галактика наблюдается с ребра и в ней заметно искривление тонкого диска. Оно вероятно вызвано гравитационным взаимодействием галактики в группе. 